# Mistrzostwa Świata w Hokeju na Lodzie 2017 (elita)
Mistrzostwa Świata w Hokeju na Lodzie Elity 2017 rozgrywane były w dniach 5–21 maja w Niemczech i Francji. Miastami goszczącymi najlepsze reprezentacje świata były Kolonia i Paryż. W 81. turnieju o złoty medal mistrzostw świata uczestniczyło 16 narodowych reprezentacji.

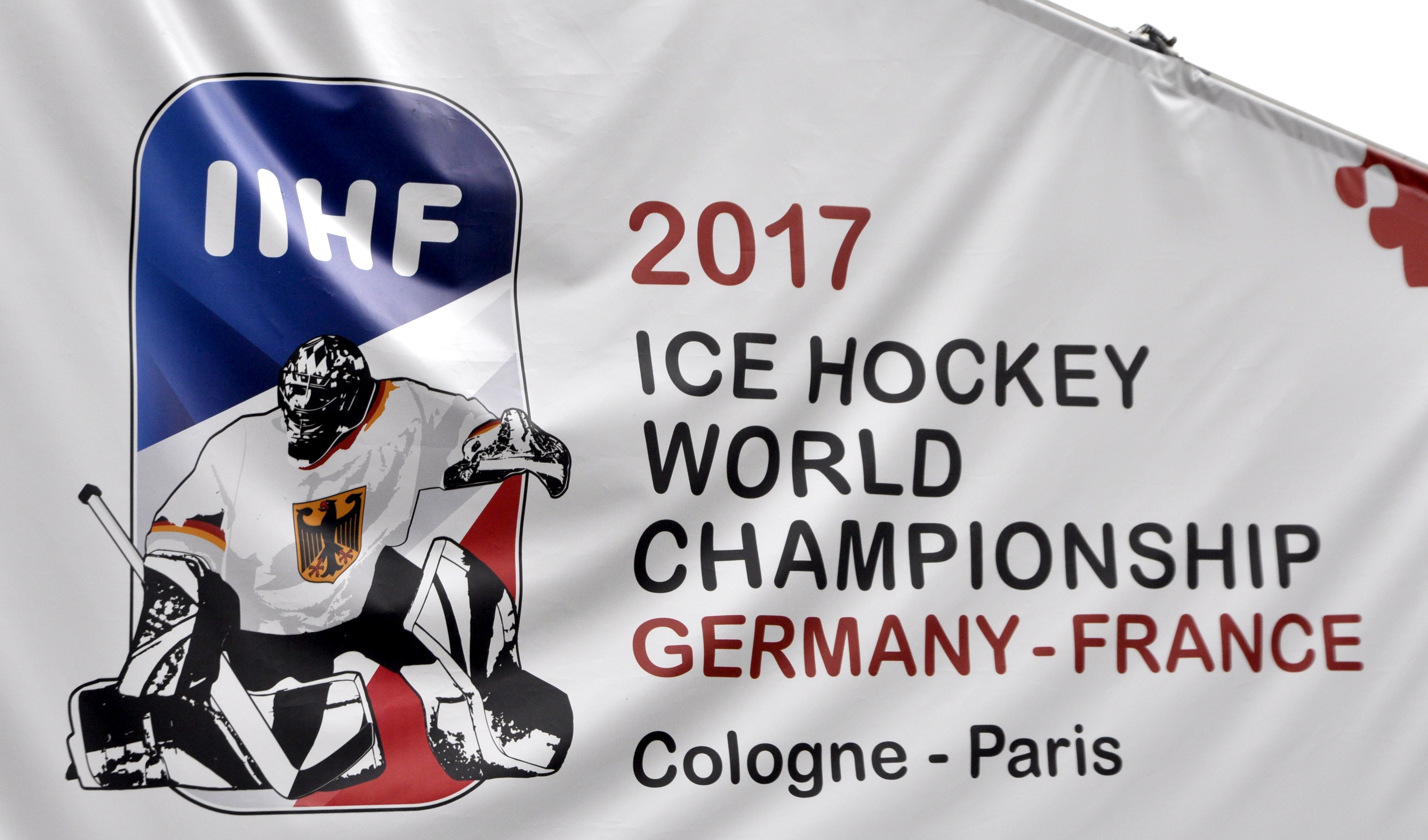
Baner MŚ 2017

Skład grup turniejowych został zaprezentowany 24 maja 2016.
Przedstawione godziny rozpoczęcia meczów podane są według czasu środkowoeuropejskiego (polskiego).

## Grupa A
Tabela
| Lp. | Zespół            | M | Pkt | Z | Zd | Pd | P | G+ | G- | +/− |
| --- | ----------------- | - | --- | - | -- | -- | - | -- | -- | --- |
| 1   | Stany Zjednoczone | 7 | 18  | 6 | 0  | 0  | 1 | 31 | 14 | +17 |
| 2   | Rosja             | 7 | 17  | 5 | 1  | 0  | 1 | 35 | 10 | +25 |
| 3   | Szwecja           | 7 | 16  | 5 | 0  | 1  | 1 | 29 | 13 | +16 |
| 4   | Niemcy            | 7 | 11  | 2 | 2  | 1  | 2 | 20 | 24 | -4  |
| 5   | Łotwa             | 7 | 10  | 3 | 0  | 1  | 3 | 14 | 18 | -4  |
| 6   | Dania             | 7 | 7   | 2 | 1  | 0  | 4 | 13 | 22 | -9  |
| 7   | Słowacja          | 7 | 4   | 0 | 1  | 2  | 4 | 12 | 28 | -16 |
| 8   | Włochy            | 7 | 1   | 0 | 0  | 1  | 6 | 6  | 32 | -26 |

    = awans do ćwierćfinałów     = utrzymanie w elicie     = spadek do dywizji I grupy A
Wyniki
| 5 maja 2017 | Szwecja | 1:2 pk. | Rosja | Lanxess Arena, Kolonia |

| Szczegóły      | Szczegóły              | Szczegóły                 | Szczegóły                                    | Szczegóły                                                                     |
| -------------- | ---------------------- | ------------------------- | -------------------------------------------- | ----------------------------------------------------------------------------- |
| Godzina: 16:15 | E. Lindholm (EQ) 14:40 | (1:0, 0:0, 0:1, 0:0, 0:1) | 43:58 (EQ) S. Andronow 65:00 (PS) A. Panarin | Widzów: 18537 Sędzia główny: Anssi Salonen Sędziowie liniowi: Daniel Stricker |
| Godzina: 16:15 | 4 min. kar             |                           | 2 min. kar                                   | Widzów: 18537 Sędzia główny: Anssi Salonen Sędziowie liniowi: Daniel Stricker |

| 5 maja 2017 | Stany Zjednoczone | 1:2 | Niemcy | Lanxess Arena, Kolonia |

| Szczegóły      | Szczegóły            | Szczegóły       | Szczegóły                                | Szczegóły                                                                 |
| -------------- | -------------------- | --------------- | ---------------------------------------- | ------------------------------------------------------------------------- |
| Godzina: 20:15 | C. Murphy (EQ) 51:00 | (0:1, 0:0, 1:1) | 10:50 (EQ) T. Reider 53:58 (PP) P. Hager | Widzów: 18688 Sędzia główny: Olivier Gouin Sędziowie liniowi: Jozef Kubus |
| Godzina: 20:15 | 4 min. kar           |                 | 4 min. kar                               | Widzów: 18688 Sędzia główny: Olivier Gouin Sędziowie liniowi: Jozef Kubus |

| 6 maja 2017 | Łotwa | 3:0 | Dania | Lanxess Arena, Kolonia |

| Szczegóły      | Szczegóły                                                          | Szczegóły       | Szczegóły   | Szczegóły                                                                    |
| -------------- | ------------------------------------------------------------------ | --------------- | ----------- | ---------------------------------------------------------------------------- |
| Godzina: 12:15 | G. Meija (EQ) 23:08 M. Indrašis (EQ) 41:48 M. Indrašis (PP2) 52:40 | (0:0, 1:0, 2:0) |             | Widzów: 13453 Sędzia główny: Linus Ohlund Sędziowie liniowi: Daniel Stricker |
| Godzina: 12:15 | 6 min. kar                                                         |                 | 12 min. kar | Widzów: 13453 Sędzia główny: Linus Ohlund Sędziowie liniowi: Daniel Stricker |

| 6 maja 2017 | Słowacja | 3:2 pd. | Włochy | Lanxess Arena, Kolonia |

| Szczegóły      | Szczegóły                                                              | Szczegóły            | Szczegóły                                | Szczegóły                                                                    |
| -------------- | ---------------------------------------------------------------------- | -------------------- | ---------------------------------------- | ---------------------------------------------------------------------------- |
| Godzina: 16:15 | M. Miklík (EQ) 06:58 J. Hudáček (EQ) (EA) 58:56 P. Čerešňák (EQ) 62:45 | (1:0, 0:1, 1:1, 1:0) | 35:06 (EQ) G. Morini 42:41 (EQ) L. Frigo | Widzów: 12229 Sędzia główny: Oliver Gouin Sędziowie liniowi: Antonín Jeřábek |
| Godzina: 16:15 | 2 min. kar                                                             |                      | 8 min. kar                               | Widzów: 12229 Sędzia główny: Oliver Gouin Sędziowie liniowi: Antonín Jeřábek |

| 6 maja 2017 | Niemcy | 2:7 | Szwecja | Lanxess Arena, Kolonia |

| Szczegóły      | Szczegóły                                 | Szczegóły       | Szczegóły | Szczegóły                                                                  |
| -------------- | ----------------------------------------- | --------------- | --- | -------------------------------------------------------------------------- |
| Godzina: 20:15 | P. Hager (EQ) 16:14 P. Gogulla (PP) 25:26 | (1:1, 1:3, 0:3) | 06:56 (EQ) O. Ekman Larsson 20:23 (PP) V. Rask 35:14 (EQ) L. Omark 39:57 (EQ) J. Brodin 49:42 (EQ) G. Landeskog 50:40 (EQ) W. Nylander 51:59 (EQ) W. Nylander | Widzów: 18673 Sędzia główny: Roman Gofman Sędziowie liniowi: Eduards Odiņš |
| Godzina: 20:15 | 10 min. kar                               |                 | 10 min. kar | Widzów: 18673 Sędzia główny: Roman Gofman Sędziowie liniowi: Eduards Odiņš |

| 7 maja 2017 | Włochy | 1:10 | Rosja | Lanxess Arena, Kolonia |

| Szczegóły      | Szczegóły              | Szczegóły       | Szczegóły | Szczegóły                                                                |
| -------------- | ---------------------- | --------------- | --- | ------------------------------------------------------------------------ |
| Godzina: 12:15 | T. Traversa (EQ) 23:40 | (0:2, 1:3, 0:5) | 09:35 (EQ) S. Andronow 19:59 (PP) J. Dadonow 24:51 (PP) N. Kuczerow 35:04 (EQ) W. Namiestnikow 36:21 (PP) A. Panarin 43:39 (PP) S. Płotnikow 45:29 (PP) S. Moziakin 45:38 (EQ) W. Namiestnikow 50:21 (PP) A. Panarin 58:54 (EQ) S. Andronow | Widzów: 10893 Sędzia główny: Jozef Kubus Sędziowie liniowi: Linus Ohlund |
| Godzina: 12:15 | 12 min. kar            |                 | 6 min. kar | Widzów: 10893 Sędzia główny: Jozef Kubus Sędziowie liniowi: Linus Ohlund |

| 7 maja 2017 | Stany Zjednoczone | 7:2 | Dania | Lanxess Arena, Kolonia |

| Szczegóły      | Szczegóły | Szczegóły       | Szczegóły                                | Szczegóły                                                                    |
| -------------- | --- | --------------- | ---------------------------------------- | ---------------------------------------------------------------------------- |
| Godzina: 16:15 | A. Lee (PP) 05:37 C. Keller (EQ) 13:06 J. Gaudreau (PP) 18:59 C. Keller (EQ) 34:33 A. Lee (PP) 37:09 B. Nelson (EQ) 37:37 C. Keller (EQ) 53:00 | (3:1, 3:1, 1:0) | 16:10 (PP) M. Madsen 21:08 (EQ) N. Hardt | Widzów: 8764 Sędzia główny: Antonín Jeřábek Sędziowie liniowi: Eduards Odiņš |
| Godzina: 16:15 | 12 min. kar |                 | 24 min. kar                              | Widzów: 8764 Sędzia główny: Antonín Jeřábek Sędziowie liniowi: Eduards Odiņš |

| 7 maja 2017 | Łotwa | 3:1 | Słowacja | Lanxess Arena, Kolonia |

| Szczegóły      | Szczegóły                                                            | Szczegóły       | Szczegóły            | Szczegóły                                                                 |
| -------------- | -------------------------------------------------------------------- | --------------- | -------------------- | ------------------------------------------------------------------------- |
| Godzina: 20:15 | J. Sprukts 10:24 (PP) Z. Girgensons 27:26 (PP) A. Džeriņš 50:36 (PP) | (1:0, 1:0, 1:1) | 49:09 (PP) M. Miklík | Widzów: 8149 Sędzia główny: Roman Gofman Sędziowie liniowi: Anssi Salonen |
| Godzina: 20:15 | 12 min. kar                                                          |                 | 37 min. kar          | Widzów: 8149 Sędzia główny: Roman Gofman Sędziowie liniowi: Anssi Salonen |

| 8 maja 2017 | Niemcy | 3:6 | Rosja | Lanxess Arena, Kolonia |

| Szczegóły      | Szczegóły                                                       | Szczegóły       | Szczegóły | Szczegóły                                                                   |
| -------------- | --------------------------------------------------------------- | --------------- | --- | --------------------------------------------------------------------------- |
| Godzina: 16:15 | B. Macek (EQ) 45:53 P. Gogulla (PP) 48:34 F. Tiffels (EQ) 59:10 | (0:3, 0:2, 3:1) | 01:04 (EQ) W. Szypaczow 17:10 (PP) W. Szypaczow 18:15 (PP) S. Płotnikow 31:10 (PP) N. Gusiew 35:16 (EQ) N. Kuczerow 51:40 (EQ) N. Kuczerow | Widzów: 18734 Sędzia główny: Olivier Gouin Sędziowie liniowi: Anssi Salonen |
| Godzina: 16:15 | 29 min. kar                                                     |                 | 12 min. kar | Widzów: 18734 Sędzia główny: Olivier Gouin Sędziowie liniowi: Anssi Salonen |

| 8 maja 2017 | Stany Zjednoczone | 4:3 | Szwecja | Lanxess Arena, Kolonia |

| Szczegóły      | Szczegóły                                                                                  | Szczegóły       | Szczegóły                                                          | Szczegóły                                                                   |
| -------------- | ------------------------------------------------------------------------------------------ | --------------- | ------------------------------------------------------------------ | --------------------------------------------------------------------------- |
| Godzina: 20:15 | C. Keller (EQ) 03:21 J. Gaudreau (EQ) 18:12 J. Gaudreau (EQ) 22:57 J.T. Compher (EQ) 51:47 | (2:3, 1:0, 1:0) | 02:14 (PP) E. Lindholm 13:23 (EQ) E. Lindholm 18:47 (EQ) V. Hedman | Widzów: 18398 Sędzia główny: Jozef Kubus Sędziowie liniowi: Daniel Stricker |
| Godzina: 20:15 | 12 min. kar                                                                                |                 | 6 min. kar                                                         | Widzów: 18398 Sędzia główny: Jozef Kubus Sędziowie liniowi: Daniel Stricker |

| 9 maja 2017 | Włochy | 1:2 | Łotwa | Lanxess Arena, Kolonia |

| Szczegóły      | Szczegóły           | Szczegóły       | Szczegóły                                   | Szczegóły                                                                  |
| -------------- | ------------------- | --------------- | ------------------------------------------- | -------------------------------------------------------------------------- |
| Godzina: 16:15 | M. Insam (EQ) 03:38 | (1:1, 0:0, 0:1) | 12:09 (PP) A. Džeriņš 58:41 (EQ) A. Džeriņš | Widzów: 6332 Sędzia główny: Brett Iverson Sędziowie liniowi: Tobias Wehrli |
| Godzina: 16:15 | 2 min. kar          |                 | 6 min. kar                                  | Widzów: 6332 Sędzia główny: Brett Iverson Sędziowie liniowi: Tobias Wehrli |

| 9 maja 2017 | Słowacja | 3:4 pk. | Dania | Lanxess Arena, Kolonia |

| Szczegóły      | Szczegóły                                                       | Szczegóły                 | Szczegóły                                                                          | Szczegóły                                                                |
| -------------- | --------------------------------------------------------------- | ------------------------- | ---------------------------------------------------------------------------------- | ------------------------------------------------------------------------ |
| Godzina: 20:15 | M. Gernát (EQ) 41:22 M. Bližňák (PP) 46:05 M. Miklík (PP) 51:53 | (0:1, 0:2, 3:0, 0:0, 0:1) | 16:20 (PP) N. Hardt 24:46 (EQ) P. Russel 39:57 (EQ) M. Poulsen 65:00 (PS) M. Green | Widzów: 4454 Sędzia główny: Mark Lemelin Sędziowie liniowi: Marcus Linde |
| Godzina: 20:15 | 14 min. kar                                                     |                           | 16 min. kar                                                                        | Widzów: 4454 Sędzia główny: Mark Lemelin Sędziowie liniowi: Marcus Linde |

| 10 maja 2017 | Stany Zjednoczone | 3:0 | Włochy | Lanxess Arena, Kolonia |

| Szczegóły      | Szczegóły                                                   | Szczegóły       | Szczegóły  | Szczegóły                                                              |
| -------------- | ----------------------------------------------------------- | --------------- | ---------- | ---------------------------------------------------------------------- |
| Godzina: 16:15 | B. Nelson (EQ) 05:17 B. Nelson (SH) 25:53 A. Lee (PP) 27:47 | (1:0, 2:0, 0:0) |            | Widzów: 7168 Sędzia główny: Jan Hribik Sędziowie liniowi: Marcus Linde |
| Godzina: 16:15 | 4 min. kar                                                  |                 | 6 min. kar | Widzów: 7168 Sędzia główny: Jan Hribik Sędziowie liniowi: Marcus Linde |

| 10 maja 2017 | Słowacja | 2:3 pk. | Niemcy | Lanxess Arena, Kolonia |

| Szczegóły      | Szczegóły                                    | Szczegóły                 | Szczegóły                                                    | Szczegóły                                                                      |
| -------------- | -------------------------------------------- | ------------------------- | ------------------------------------------------------------ | ------------------------------------------------------------------------------ |
| Godzina: 20:15 | T. Matoušek (EQ) 09:23 L. Hudáček (EQ) 21:58 | (1:0, 1:2, 0:0, 0:0, 0:1) | 36:11 (PP) P. Reimer 36:38 (EQ) Y. Ehliz 65:00 (PS) D. Kahun | Widzów: 17647 Sędzia główny: Stefan Fonselius Sędziowie liniowi: Brett Iverson |
| Godzina: 20:15 | 4 min. kar                                   |                           | 4 min. kar                                                   | Widzów: 17647 Sędzia główny: Stefan Fonselius Sędziowie liniowi: Brett Iverson |

| 11 maja 2017 | Rosja | 3:0 | Dania | Lanxess Arena, Kolonia |

| Szczegóły      | Szczegóły                                                              | Szczegóły       | Szczegóły  | Szczegóły                                                                   |
| -------------- | ---------------------------------------------------------------------- | --------------- | ---------- | --------------------------------------------------------------------------- |
| Godzina: 16:15 | B. Kisielewicz (EQ) 35:36 S. Płotnikow (EQ) 35:54 N. Gusiew (EQ) 36:46 | (0:0, 3:0, 0:0) |            | Widzów: 6932 Sędzia główny: Stephan Reneau Sędziowie liniowi: Tobias Wehrli |
| Godzina: 16:15 | 2 min. kar                                                             |                 | 4 min. kar | Widzów: 6932 Sędzia główny: Stephan Reneau Sędziowie liniowi: Tobias Wehrli |

| 11 maja 2017 | Szwecja | 2:0 | Łotwa | Lanxess Arena, Kolonia |

| Szczegóły      | Szczegóły                                      | Szczegóły       | Szczegóły  | Szczegóły                                                                    |
| -------------- | ---------------------------------------------- | --------------- | ---------- | ---------------------------------------------------------------------------- |
| Godzina: 20:15 | G. Landeskog (EQ) 09:13 E. Lindholm (EQ) 56:42 | (1:0, 0:0, 1:0) |            | Widzów: 8276 Sędzia główny: Mark Lemein Sędziowie liniowi: Daniel Piechaczek |
| Godzina: 20:15 | 16 min. kar                                    |                 | 6 min. kar | Widzów: 8276 Sędzia główny: Mark Lemein Sędziowie liniowi: Daniel Piechaczek |

| 12 maja 2017 | Szwecja | 8:1 | Włochy | Lanxess Arena, Kolonia |

| Szczegóły      | Szczegóły | Szczegóły       | Szczegóły            | Szczegóły                                                                      |
| -------------- | --- | --------------- | -------------------- | ------------------------------------------------------------------------------ |
| Godzina: 16:15 | V. Rask (EQ) 03:24 P. Holm (EQ) 08:34 J. Brodin (EQ) 29:52 E. Lindholm (EQ) 40:41 L. Omark (EQ) 50:09 C. Klingberg (EQ) 54:53 J. Eriksson Ek (EQ) 56:51 J. Klingberg (EQ) 58:25 | (2:0, 1:1, 5:0) | 23:50 (PP) G. Morini | Widzów: 10878 Sędzia główny: Stefan Fonselius Sędziowie liniowi: Brett Iverson |
| Godzina: 16:15 | 4 min. kar |                 | 4 min. kar           | Widzów: 10878 Sędzia główny: Stefan Fonselius Sędziowie liniowi: Brett Iverson |

| 12 maja 2017 | Dania | 3:2 pd. | Niemcy | Lanxess Arena, Kolonia |

| Szczegóły      | Szczegóły                                                     | Szczegóły            | Szczegóły                                | Szczegóły                                                               |
| -------------- | ------------------------------------------------------------- | -------------------- | ---------------------------------------- | ----------------------------------------------------------------------- |
| Godzina: 20:15 | F. Storm (EQ) 16:09 M. Poulsen (EQ) 16:34 P. Regin (EQ) 61:40 | (2:2, 0:0, 0:0, 1:0) | 08:26 (EQ) P. Reimer 09:43 (EQ) B. Macek | Widzów: 18629 Sędzia główny: Jan Hribik Sędziowie liniowi: Marcus Linde |
| Godzina: 20:15 | 10 min. kar                                                   |                      | 12 min. kar                              | Widzów: 18629 Sędzia główny: Jan Hribik Sędziowie liniowi: Marcus Linde |

| 13 maja 2017 | Łotwa | 3:5 | Stany Zjednoczone | Lanxess Arena, Kolonia |

| Szczegóły      | Szczegóły                                                             | Szczegóły       | Szczegóły | Szczegóły                                                                      |
| -------------- | --------------------------------------------------------------------- | --------------- | --- | ------------------------------------------------------------------------------ |
| Godzina: 12:15 | T. Bļugers (EQ) 11:23 K. Daugaviņš (EQ) 20:07 O. Cibuļskis (PP) 31:37 | (1:0, 2:3, 0:2) | 29:00 (EQ) J.T. Compher 33:44 (EQ) N. Bjugstad 38:37 (EQ) J. Gaudreau 56:38 (EQ) A. Copp 58:58 (EQ) (EN) D. Larkin | Widzów: 17936 Sędzia główny: Stefan Fonselius Sędziowie liniowi: Brett Iverson |
| Godzina: 12:15 | 6 min. kar                                                            |                 | 8 min. kar | Widzów: 17936 Sędzia główny: Stefan Fonselius Sędziowie liniowi: Brett Iverson |

| 13 maja 2017 | Rosja | 6:0 | Słowacja | Lanxess Arena, Kolonia |

| Szczegóły      | Szczegóły | Szczegóły       | Szczegóły  | Szczegóły                                                                      |
| -------------- | --- | --------------- | ---------- | ------------------------------------------------------------------------------ |
| Godzina: 16:15 | J. Dadonow (EQ) 01:12 J. Dadonow (PP) 13:35 A. Mironow (EQ) 19:19 N. Kuczerow (EQ) 22:53 I. Tielegin (EQ) 32:50 W. Gawrikow (EQ) 55:47 | (3:0, 2:0, 1:0) |            | Widzów: 18591 Sędzia główny: Mark Lemelin Sędziowie liniowi: Daniel Piechaczek |
| Godzina: 16:15 | 6 min. kar |                 | 8 min. kar | Widzów: 18591 Sędzia główny: Mark Lemelin Sędziowie liniowi: Daniel Piechaczek |

| 13 maja 2017 | Włochy | 1:4 | Niemcy | Lanxess Arena, Kolonia |

| Szczegóły      | Szczegóły               | Szczegóły       | Szczegóły                                                                                | Szczegóły                                                                    |
| -------------- | ----------------------- | --------------- | ---------------------------------------------------------------------------------------- | ---------------------------------------------------------------------------- |
| Godzina: 20:15 | M. Marchetti (EQ) 04:21 | (1:2, 0:2, 0:0) | 03:34 (EQ) C. Ehrhoff 18:16 (PP) M. Plachta 22:46 (EQ) Y. Seidenberg 26:00 (EQ) D. Kahun | Widzów: 18712 Sędzia główny: Stephen Reneau Sędziowie liniowi: Tobias Wehrli |
| Godzina: 20:15 | 4 min. kar              |                 | 8 min. kar                                                                               | Widzów: 18712 Sędzia główny: Stephen Reneau Sędziowie liniowi: Tobias Wehrli |

| 14 maja 2017 | Słowacja | 1:6 | Stany Zjednoczone | Lanxess Arena, Kolonia |

| Szczegóły      | Szczegóły            | Szczegóły       | Szczegóły | Szczegóły                                                                |
| -------------- | -------------------- | --------------- | --- | ------------------------------------------------------------------------ |
| Godzina: 16:15 | M. Gernát (EQ) 30:40 | (0:1, 1:3, 0:2) | 08:12 (EQ) C. Keller 25:57 (EQ) J. Gadreau 36:04 (EQ) C. Dvorak 38:01 (EQ) J. Trouba 42:16 (EQ) J. Gadreau 47:23 (PP) A. Lee | Widzów: 13267 Sędzia główny: Jan Hribik Sędziowie liniowi: Tobias Wehrli |
| Godzina: 16:15 | 10 min. kar          |                 | 8 min. kar | Widzów: 13267 Sędzia główny: Jan Hribik Sędziowie liniowi: Tobias Wehrli |

| 14 maja 2017 | Dania | 2:4 | Szwecja | Lanxess Arena, Kolonia |

| Szczegóły      | Szczegóły                                    | Szczegóły       | Szczegóły                                                                                     | Szczegóły                                                                        |
| -------------- | -------------------------------------------- | --------------- | --------------------------------------------------------------------------------------------- | -------------------------------------------------------------------------------- |
| Godzina: 20:15 | M. Madsen (EQ) 49:11 M. Lauridsen (EQ) 55:17 | (0:1, 0:2, 2:1) | 02:19 (EQ) J. Lundqvist 35:20 (EQ) W. Nylander 39:04 (EQ) W. Nylander 57:31 (PP) N. Bäckström | Widzów: 10314 Sędzia główny: Daniel Piechaczek Sędziowie liniowi: Stephen Reneau |
| Godzina: 20:15 | 4 min. kar                                   |                 | 12 min. kar                                                                                   | Widzów: 10314 Sędzia główny: Daniel Piechaczek Sędziowie liniowi: Stephen Reneau |

| 15 maja 2017 | Dania | 2:0 | Włochy | Lanxess Arena, Kolonia |

| Szczegóły      | Szczegóły                                    | Szczegóły       | Szczegóły  | Szczegóły                                                                     |
| -------------- | -------------------------------------------- | --------------- | ---------- | ----------------------------------------------------------------------------- |
| Godzina: 16:15 | N. Hardt (PP) 57:36 P. Regin (EQ) (EN) 58:47 | (0:0, 0:0, 2:0) |            | Widzów: 5653 Sędzia główny: stefan Fonselius Sędziowie liniowi: Eduards Odiņš |
| Godzina: 16:15 | 2 min. kar                                   |                 | 4 min. kar | Widzów: 5653 Sędzia główny: stefan Fonselius Sędziowie liniowi: Eduards Odiņš |

| 15 maja 2017 | Rosja | 5:0 | Łotwa | Lanxess Arena, Kolonia |

| Szczegóły      | Szczegóły | Szczegóły       | Szczegóły  | Szczegóły                                                                  |
| -------------- | --- | --------------- | ---------- | -------------------------------------------------------------------------- |
| Godzina: 20:15 | B. Kisielewicz (EQ) 12:10 I. Tielegin (EQ) 18:41 W. Namiestnikow (PP) 20:57 N. Kuczerow (EQ) 39:00 A. Biełow (EQ) 53:17 | (2:0, 2:0, 1:0) |            | Widzów: 16439 Sędzia główny: Jan Hribik Sędziowie liniowi: Antonín Jeřábek |
| Godzina: 20:15 | 8 min. kar |                 | 8 min. kar | Widzów: 16439 Sędzia główny: Jan Hribik Sędziowie liniowi: Antonín Jeřábek |

| 16 maja 2017 | Szwecja | 4:2 | Słowacja | Lanxess Arena, Kolonia |

| Szczegóły      | Szczegóły                                                                                             | Szczegóły       | Szczegóły                                   | Szczegóły                                                                     |
| -------------- | --- | --------------- | ------------------------------------------- | ----------------------------------------------------------------------------- |
| Godzina: 12:15 | W. Nylander (EQ) 04:02 O. Ekman Larsson (EQ) 08:14 D. Everberg (EQ) 25:45 W. Karlsson (EQ) (EN) 59:28 | (2:0, 1:1, 1:1) | 24:08 (EQ) T. Matoušek 41:34 (EQ) A. Kudrna | Widzów: 10259 Sędzia główny: Antonín Jeřábek Sędziowie liniowi: Eduards Odiņš |
| Godzina: 12:15 | 8 min. kar                                                                                            |                 | 4 min. kar                                  | Widzów: 10259 Sędzia główny: Antonín Jeřábek Sędziowie liniowi: Eduards Odiņš |

| 16 maja 2017 | Rosja | 3:5 | Stany Zjednoczone | Lanxess Arena, Kolonia |

| Szczegóły      | Szczegóły                                                      | Szczegóły       | Szczegóły                                                                                                | Szczegóły                                                                     |
| -------------- | -------------------------------------------------------------- | --------------- | --- | ----------------------------------------------------------------------------- |
| Godzina: 16:15 | N. Gusiew (EQ) 12:29 A. Biełow (EQ) 27:33 N. Gusiew (PP) 36:15 | (1:0, 2:3, 0:2) | 21:00 (PP) K. Hayes 32:18 (EQ) D. Larkin 37:43 (EQ) K. Hayes 52:57 (PP) A. Lee 59:38 (EQ) (EN) B. Nelson | Widzów: 18756 Sędzia główny: Anssi Salonen Sędziowie liniowi: Daniel Stricker |
| Godzina: 16:15 | 16 min. kar                                                    |                 | 8 min. kar                                                                                               | Widzów: 18756 Sędzia główny: Anssi Salonen Sędziowie liniowi: Daniel Stricker |

| 16 maja 2017 | Niemcy | 4:3 pk. | Łotwa | Lanxess Arena, Kolonia |

| Szczegóły      | Szczegóły                                                                                   | Szczegóły                 | Szczegóły                                                           | Szczegóły                                                                 |
| -------------- | ------------------------------------------------------------------------------------------- | ------------------------- | ------------------------------------------------------------------- | ------------------------------------------------------------------------- |
| Godzina: 20:15 | D. Wolf (PP) 31:02 D. Seidenberg (EQ) 31:29 F. Schütz (PP) (EA) 59:27 F. Tiffels (PS) 65:00 | (0:0, 2:1, 1:2, 0:0, 1:0) | 38:42 (EQ) G. Skvorcovs 48:22 (EQ) J. Sprukts 56:08 (PP) A. Džeriņš | Widzów: 18797 Sędzia główny: Oliver Gouin Sędziowie liniowi: Linus Ohlund |
| Godzina: 20:15 | 6 min. kar                                                                                  |                           | 8 min. kar                                                          | Widzów: 18797 Sędzia główny: Oliver Gouin Sędziowie liniowi: Linus Ohlund |

## Grupa B
Tabela
| Lp. | Zespół     | M | Pkt | Z | Zd | Pd | P | G+ | G- | +/− |
| --- | ---------- | - | --- | - | -- | -- | - | -- | -- | --- |
| 1   | Kanada     | 7 | 19  | 6 | 0  | 1  | 0 | 32 | 10 | +22 |
| 2   | Szwajcaria | 7 | 15  | 3 | 2  | 2  | 0 | 22 | 14 | +8  |
| 3   | Czechy     | 7 | 13  | 3 | 2  | 0  | 2 | 23 | 14 | +9  |
| 4   | Finlandia  | 7 | 11  | 2 | 2  | 1  | 2 | 20 | 22 | -2  |
| 5   | Francja    | 7 | 10  | 2 | 2  | 0  | 3 | 23 | 19 | +4  |
| 6   | Norwegia   | 7 | 8   | 2 | 0  | 2  | 3 | 13 | 19 | -6  |
| 7   | Białoruś   | 7 | 7   | 2 | 0  | 1  | 4 | 15 | 27 | -12 |
| 8   | Słowenia   | 7 | 1   | 0 | 0  | 1  | 6 | 13 | 36 | -23 |

```
 
 
 
= awans do ćwierćfinałów 
 
 
 
 = utrzymanie w elicie 
 
 
 
 = spadek do dywizji I grupy A
```

Wyniki
| 5 maja 2017 | Finlandia | 3:2 | Białoruś | AccorHotels Arena, Paryż |

| Szczegóły      | Szczegóły                                                         | Szczegóły       | Szczegóły                                           | Szczegóły                                                                   |
| -------------- | ----------------------------------------------------------------- | --------------- | --------------------------------------------------- | --------------------------------------------------------------------------- |
| Godzina: 16:15 | S. Aho (EQ) 02:43 O. Osala (EQ) 05:09 V.-M. Savinainen (PP) 49:15 | (2:0, 0:1, 1:1) | 38:08 (EQ) J. Szaranhowicz 44:32 (EQ) J. Kowyryszyn | Widzów: 5078 Sędzia główny: Jan Hribik Sędziowie liniowi: Daniel Piechaczek |
| Godzina: 16:15 | 4 min. kar                                                        |                 | 6 min. kar                                          | Widzów: 5078 Sędzia główny: Jan Hribik Sędziowie liniowi: Daniel Piechaczek |

| 5 maja 2017 | Czechy | 1:4 | Kanada | AccorHotels Arena, Paryż |

| Szczegóły      | Szczegóły           | Szczegóły       | Szczegóły                                                                                     | Szczegóły                                                                      |
| -------------- | ------------------- | --------------- | --------------------------------------------------------------------------------------------- | ------------------------------------------------------------------------------ |
| Godzina: 20:15 | L. Radil (PP) 52:41 | (0:1, 0:1, 1:2) | 06:09 (EQ) R. O’Reilly 20:55 (PP) M. Matheson 54:50 (EQ) T. Barrie 59:18 (EQ) (EN) C. Pickard | Widzów: 8834 Sędzia główny: Stefan Fonselius Sędziowie liniowi: Stephan Reneau |
| Godzina: 20:15 | 6 min. kar          |                 | 10 min. kar                                                                                   | Widzów: 8834 Sędzia główny: Stefan Fonselius Sędziowie liniowi: Stephan Reneau |

| 6 maja 2017 | Szwajcaria | 5:4 pk. | Słowenia | AccorHotels Arena, Paryż |

| Szczegóły      | Szczegóły | Szczegóły                 | Szczegóły                                                                            | Szczegóły                                                              |
| -------------- | --- | ------------------------- | ------------------------------------------------------------------------------------ | ---------------------------------------------------------------------- |
| Godzina: 12:15 | A. Ambühl (PP) 10:49 G. Haas (EQ) (EA) 11:01 R. Loeffel (EQ) 16:59 S. Bodenmann (EQ) 17:47 D. Brunner (PS) 65:00 | (4:0, 0:1, 0:3, 0:0, 1:0) | 38:31 (SH) J. Muršak 45:50 (EQ) Ž. Jeglič 54:02 (PP2) J. Urbas 55:23 (PP) R. Sabolič | Widzów: 4922 Sędzia główny: Jan Hribik Sędziowie liniowi: Marcus Linde |
| Godzina: 12:15 | 16 min. kar |                           | 10 min. kar                                                                          | Widzów: 4922 Sędzia główny: Jan Hribik Sędziowie liniowi: Marcus Linde |

| 6 maja 2017 | Białoruś | 1:6 | Czechy | AccorHotels Arena, Paryż |

| Szczegóły      | Szczegóły               | Szczegóły       | Szczegóły | Szczegóły                                                                 |
| -------------- | ----------------------- | --------------- | --- | ------------------------------------------------------------------------- |
| Godzina: 16:15 | A. Paułowicz (EQ) 21:13 | (0:2, 1:1, 0:3) | 13:16 (EQ) P. Vrána 17:30 (EQ) R. Gudas 35:38 (EQ) R. Červenka 47:26 (PP) R. Šimek 49:37 (EQ) J. Voráček 59:44 (EQ) M. Kempný | Widzów: 6635 Sędzia główny: Brett Iverson Sędziowie liniowi: Mark Lemelin |
| Godzina: 16:15 | 16 min. kar             |                 | 12 min. kar | Widzów: 6635 Sędzia główny: Brett Iverson Sędziowie liniowi: Mark Lemelin |

| 6 maja 2017 | Norwegia | 3:2 | Francja | AccorHotels Arena, Paryż |

| Szczegóły      | Szczegóły                                                               | Szczegóły       | Szczegóły                                     | Szczegóły                                                                      |
| -------------- | ----------------------------------------------------------------------- | --------------- | --------------------------------------------- | ------------------------------------------------------------------------------ |
| Godzina: 20:15 | K. André Olimb (EQ) 25:13 P. Thoresen (PP) 29:40 P. Thoresen (EQ) 49:49 | (0:0, 2:1, 1:1) | 38:14 (EQ) S. Da Costa 49:59 (EQ) S. Da Costa | Widzów: 7893 Sędzia główny: Daniel Piechaczek Sędziowie liniowi: Tobias Wehrli |
| Godzina: 20:15 | 10 min. kar                                                             |                 | 12 min. kar                                   | Widzów: 7893 Sędzia główny: Daniel Piechaczek Sędziowie liniowi: Tobias Wehrli |

| 7 maja 2017 | Słowenia | 2:7 | Kanada | AccorHotels Arena, Paryż |

| Szczegóły      | Szczegóły                                     | Szczegóły       | Szczegóły | Szczegóły                                                                 |
| -------------- | --------------------------------------------- | --------------- | --- | ------------------------------------------------------------------------- |
| Godzina: 12:15 | J. Muršak (EQ) 35:44 J. Urbas (EQ) (EA) 57:55 | (0:3, 1:3, 1:1) | 04:30 (EQ) T. Barrie 14:36 (EQ) N. MacKinnon 16:14 (EQ) B. Point 24:44 (EQ) N. MacKinnon 25:43 (PP) N. MacKinnon 37:11 (EQ) M. Marner 47:07 (EQ) J. Skinner | Widzów: 9128 Sędzia główny: Mark Lemelin Sędziowie liniowi: Tobias Wehrli |
| Godzina: 12:15 | 8 min. kar                                    |                 | 8 min. kar | Widzów: 9128 Sędzia główny: Mark Lemelin Sędziowie liniowi: Tobias Wehrli |

| 7 maja 2017 | Finlandia | 1:5 | Francja | AccorHotels Arena, Paryż |

| Szczegóły      | Szczegóły              | Szczegóły       | Szczegóły | Szczegóły                                                                  |
| -------------- | ---------------------- | --------------- | --- | -------------------------------------------------------------------------- |
| Godzina: 16:15 | M. Lehtonen (EQ) 21:33 | (0:1, 1:2, 0:2) | 14:17 (EQ) P.-É. Bellemare 33:58 (EQ) A. Roussel 38:49 (PP) V. Claireaux 48:27 (EQ) A. Roussel 58:49 (EQ) (EN) D. Fleury | Widzów: 11433 Sędzia główny: Brett Iverson Sędziowie liniowi: Marcus Linde |
| Godzina: 16:15 | 8 min. kar             |                 | 20 min. kar | Widzów: 11433 Sędzia główny: Brett Iverson Sędziowie liniowi: Marcus Linde |

| 7 maja 2017 | Norwegia | 0:3 | Szwajcaria | AccorHotels Arena, Paryż |

| Szczegóły      | Szczegóły   | Szczegóły       | Szczegóły                                                      | Szczegóły                                                                      |
| -------------- | ----------- | --------------- | -------------------------------------------------------------- | ------------------------------------------------------------------------------ |
| Godzina: 20:15 |             | (0:0, 0:2, 0:1) | 32:04 (EQ) R. Schäppi 34:00 (EQ) C. Almond 49:37 (PP) P. Suter | Widzów: 7782 Sędzia główny: Stefan Fonselius Sędziowie liniowi: Stephen Reneau |
| Godzina: 20:15 | 12 min. kar |                 | 8 min. kar                                                     | Widzów: 7782 Sędzia główny: Stefan Fonselius Sędziowie liniowi: Stephen Reneau |

| 8 maja 2017 | Białoruś | 0:6 | Kanada | AccorHotels Arena, Paryż |

| Szczegóły      | Szczegóły   | Szczegóły       | Szczegóły | Szczegóły                                                                  |
| -------------- | ----------- | --------------- | --- | -------------------------------------------------------------------------- |
| Godzina: 16:15 |             | (0:1, 0:2, 0:3) | 05:08 (EQ) B. Point 24:20 (PP) N. MacKinnon 35:21 (EQ) N. MacKinnon 47:01 (EQ) J. Skinner 50:16 (EQ) C. Giroux 54:42 (EQ) B. Point | Widzów: 4363 Sędzia główny: Stefan Fonselius Sędziowie liniowi: Jan Hribik |
| Godzina: 16:15 | 12 min. kar |                 | 6 min. kar | Widzów: 4363 Sędzia główny: Stefan Fonselius Sędziowie liniowi: Jan Hribik |

| 8 maja 2017 | Finlandia | 3:4 pk. | Czechy | AccorHotels Arena, Paryż |

| Szczegóły      | Szczegóły                                                          | Szczegóły                 | Szczegóły                                                                       | Szczegóły                                                                       |
| -------------- | ------------------------------------------------------------------ | ------------------------- | ------------------------------------------------------------------------------- | ------------------------------------------------------------------------------- |
| Godzina: 20:15 | V. Filppula (EQ) 00:58 T. Jaakola (EQ) 02:41 V. Lajunen (EQ) 13:51 | (3:0, 0:0, 0:3, 0:0, 0:1) | 47:37 (PP) R. Horák 57:46 (EQ) R. Gudas 58:09 (EQ) J. Kovar 65:00 (PS) R. Hanzl | Widzów: 8112 Sędzia główny: Daniel Piechaczek Sędziowie liniowi: Stephen Reneau |
| Godzina: 20:15 | 20 min. kar                                                        |                           | 6 min. kar                                                                      | Widzów: 8112 Sędzia główny: Daniel Piechaczek Sędziowie liniowi: Stephen Reneau |

| 9 maja 2017 | Słowenia | 1:5 | Norwegia | AccorHotels Arena, Paryż |

| Szczegóły      | Szczegóły             | Szczegóły       | Szczegóły | Szczegóły                                                                   |
| -------------- | --------------------- | --------------- | --- | --------------------------------------------------------------------------- |
| Godzina: 16:15 | R. Sabolič (EQ) 39:45 | (0:3, 1:1, 0:1) | 05:57 (EQ) M. Olimb 14:35 (EQ) K.A. Olimb 19:20 (EQ) K. Forsberg 38:58 (PP) A. Reichenberg 59:17 (EQ) P. Thoresen | Widzów: 2696 Sędzia główny: Roman Gofman Sędziowie liniowi: Antonín Jeřábek |
| Godzina: 16:15 | 6 min. kar            |                 | 10 min. kar | Widzów: 2696 Sędzia główny: Roman Gofman Sędziowie liniowi: Antonín Jeřábek |

| 9 maja 2017 | Szwajcaria | 3:4 pk. | Francja | AccorHotels Arena, Paryż |

| Szczegóły      | Szczegóły                                                        | Szczegóły                 | Szczegóły                                                                             | Szczegóły                                                                 |
| -------------- | ---------------------------------------------------------------- | ------------------------- | ------------------------------------------------------------------------------------- | ------------------------------------------------------------------------- |
| Godzina: 20:15 | V. Praplan (EQ) 21:22 V. Praplan (EQ) 23:48 A. Ambühl (EQ) 53:14 | (0:1, 2:0, 1:2, 0:0, 0:1) | 02:53 (EQ) Y. Auvitu 43:02 (PP) S. Da Costa 55:41 (EQ) A. Rech 65:00 (PS) S. Da Costa | Widzów: 6747 Sędzia główny: Eduards Odiņš Sędziowie liniowi: Linus Ohlund |
| Godzina: 20:15 | 12 min. kar                                                      |                           | 12 min. kar                                                                           | Widzów: 6747 Sędzia główny: Eduards Odiņš Sędziowie liniowi: Linus Ohlund |

| 10 maja 2017 | Szwajcaria | 3:0 | Białoruś | AccorHotels Arena, Paryż |

| Szczegóły      | Szczegóły                                                       | Szczegóły       | Szczegóły   | Szczegóły                                                                 |
| -------------- | --------------------------------------------------------------- | --------------- | ----------- | ------------------------------------------------------------------------- |
| Godzina: 16:15 | R. Schäppi (PP) 17:54 A. Ambühl (EQ) 35:29 C. Almond (EQ) 47:55 | (1:0, 1:0, 1:0) |             | Widzów: 3212 Sędzia główny: Roman Gofman Sędziowie liniowi: Anssi Salonen |
| Godzina: 16:15 | 6 min. kar                                                      |                 | 10 min. kat | Widzów: 3212 Sędzia główny: Roman Gofman Sędziowie liniowi: Anssi Salonen |

| 10 maja 2017 | Finlandia | 5:2 | Słowenia | AccorHotels Arena, Paryż |

| Szczegóły      | Szczegóły | Szczegóły       | Szczegóły                                | Szczegóły                                                                   |
| -------------- | --- | --------------- | ---------------------------------------- | --------------------------------------------------------------------------- |
| Godzina: 20:15 | V.-M. Savinainen (EQ) 24:06 M. Rantanen (PP) 25:51 S. Aho (EQ) 49:30 M. Hännikäinen (EQ) 50:34 T. Sallinen (EQ) (EN) 59:15 | (0:1, 2:0, 3:1) | 14:21 (EQ) A. Kuralt 45:50 (PP) R. Tičar | Widzów: 3436 Sędzia główny: Linus Ohlund Sędziowie liniowi: Daniel Stricker |
| Godzina: 20:15 | 4 min. kar |                 | 6 min. kar                               | Widzów: 3436 Sędzia główny: Linus Ohlund Sędziowie liniowi: Daniel Stricker |

| 11 maja 2017 | Czechy | 1:0 pd. | Norwegia | AccorHotels Arena, Paryż |

| Szczegóły      | Szczegóły           | Szczegóły            | Szczegóły  | Szczegóły                                                                    |
| -------------- | ------------------- | -------------------- | ---------- | ---------------------------------------------------------------------------- |
| Godzina: 16:15 | J. Kovář (EQ) 61:25 | (0:0, 0:0, 0:0, 1:0) |            | Widzów: 6381 Sędzia główny: Olivier Gouin Sędziowie liniowi: Daniel Stricker |
| Godzina: 16:15 | 8 min. kar          |                      | 4 min. kar | Widzów: 6381 Sędzia główny: Olivier Gouin Sędziowie liniowi: Daniel Stricker |

| 11 maja 2017 | Kanada | 3:2 | Francja | AccorHotels Arena, Paryż |

| Szczegóły      | Szczegóły                                                           | Szczegóły       | Szczegóły                                     | Szczegóły                                                                   |
| -------------- | ------------------------------------------------------------------- | --------------- | --------------------------------------------- | --------------------------------------------------------------------------- |
| Godzina: 20:15 | R. O’Reilly (PP) 05:19 C. Giroux (PP) 39:11 M.-E. Vlasic (EQ) 42:22 | (1:1, 1:1, 1:0) | 09:00 (EQ) O. Dame-Malka 21:37 (PP) D. Fleury | Widzów: 14510 Sędzia główny: Antonín Jeřábek Sędziowie liniowi: Jozef Kubus |
| Godzina: 20:15 | 33 min. kar                                                         |                 | 10 min. kar                                   | Widzów: 14510 Sędzia główny: Antonín Jeřábek Sędziowie liniowi: Jozef Kubus |

| 12 maja 2017 | Czechy | 5:1 | Słowenia | AccorHotels Arena, Paryż |

| Szczegóły      | Szczegóły                                                                                               | Szczegóły      | Szczegóły            | Szczegóły                                                                 |
| -------------- | --- | -------------- | -------------------- | ------------------------------------------------------------------------- |
| Godzina: 16:15 | M. Řepík (PP) 02:12 R. Horák (PP) 08:20 R. Horák (EQ) 11:46 M. Kempný (EQ) 22:09 R. Červenka (EQ) 47:15 | (3:0,1:0, 1:1) | 44:04 (EQ) M. Verlič | Widzów: 2805 Sędzia główny: Roman Gofman Sędziowie liniowi: Anssi Salonen |
| Godzina: 16:15 | 8 min. kar                                                                                              |                | 6 min. kar           | Widzów: 2805 Sędzia główny: Roman Gofman Sędziowie liniowi: Anssi Salonen |

| 12 maja 2017 | Francja | 4:3 pk. | Białoruś | AccorHotels Arena, Paryż |

| Szczegóły      | Szczegóły                                                                                    | Szczegóły                 | Szczegóły                                                                | Szczegóły                                                                 |
| -------------- | -------------------------------------------------------------------------------------------- | ------------------------- | ------------------------------------------------------------------------ | ------------------------------------------------------------------------- |
| Godzina: 20:15 | S. Treille (EQ) 12:29 D. Fleury (PP) 20:54 P.-E. Bellemare (EQ) 52:35 S. Da Costa (PS) 65:00 | (1:0, 1:2, 1:1, 0:0, 1:0) | 26:40 (EQ) A. Paułowicz 37:47 (EQ) J. Szaranhowicz 41:20 (PP) A. Kułakou | Widzów: 6802 Sędzia główny: Eduards Odiņš Sędziowie liniowi: Linus Ohlund |
| Godzina: 20:15 | 12 min. kar                                                                                  |                           | 10 min. kar                                                              | Widzów: 6802 Sędzia główny: Eduards Odiņš Sędziowie liniowi: Linus Ohlund |

| 13 maja 2017 | Norwegia | 2:3 pd. | Finlandia | AccorHotels Arena, Paryż |

| Szczegóły      | Szczegóły                                             | Szczegóły            | Szczegóły                                                            | Szczegóły                                                                  |
| -------------- | ----------------------------------------------------- | -------------------- | -------------------------------------------------------------------- | -------------------------------------------------------------------------- |
| Godzina: 12:15 | A. Bastiansen (PP) 18:38 A. Martinsen (EQ) (EA) 59:31 | (1:0, 0:2, 1:0, 0:1) | 25:33 (PP) J. Hietanen 28:11 (EQ) J. Honka 61:55 (EQ) M. Hännikäinen | Widzów: 8108 Sędzia główny: Antonín Jeřábek Sędziowie liniowi: Jozef Kubus |
| Godzina: 12:15 | 12 min. kar                                           |                      | 24 min. kar                                                          | Widzów: 8108 Sędzia główny: Antonín Jeřábek Sędziowie liniowi: Jozef Kubus |

| 13 maja 2017 | Słowenia | 2:5 | Białoruś | AccorHotels Arena, Paryż |

| Szczegóły      | Szczegóły                                 | Szczegóły       | Szczegóły | Szczegóły                                                                   |
| -------------- | ----------------------------------------- | --------------- | --- | --------------------------------------------------------------------------- |
| Godzina: 16:15 | Ž. Jeglič (PP) 16:52 D. Rodman (EQ) 19:15 | (2:1, 0:4, 0:0) | 13:12 (EQ) A. Paułowicz 20:29 (EQ) J. Kowyryszyn 29:48 (EQ) A. Paułowicz 38:05 (EQ) I. Szynkiewicz 39:43 (EQ) A. Staś | Widzów: 7158 Sędzia główny: Oliver Gouin Sędziowie liniowi: Daniel Stricker |
| Godzina: 16:15 | 20 min. kar                               |                 | 10 min. kar | Widzów: 7158 Sędzia główny: Oliver Gouin Sędziowie liniowi: Daniel Stricker |

| 13 maja 2017 | Kanada | 2:3 pd. | Szwajcaria | AccorHotels Arena, Paryż |

| Szczegóły      | Szczegóły                                   | Szczegóły            | Szczegóły                                                       | Szczegóły                                                                   |
| -------------- | ------------------------------------------- | -------------------- | --------------------------------------------------------------- | --------------------------------------------------------------------------- |
| Godzina: 20:15 | R. O’Reilly (PP) 04:22 M. Marner (EQ) 06:28 | (2:0, 0:0, 0:2, 0:1) | 46:37 (EQ) F. Herzog 49:44 (EQ) V. Praplan 63:40 (EQ) F. Herzog | Widzów: 12932 Sędzia główny: Eduards Odiņš Sędziowie liniowi: Anssi Salonen |
| Godzina: 20:15 | 8 min. kar                                  |                      | 6 min. kar                                                      | Widzów: 12932 Sędzia główny: Eduards Odiņš Sędziowie liniowi: Anssi Salonen |

| 14 maja 2017 | Francja | 2:5 | Czechy | AccorHotels Arena, Paryż |

| Szczegóły      | Szczegóły                                    | Szczegóły       | Szczegóły | Szczegóły                                                                |
| -------------- | -------------------------------------------- | --------------- | --- | ------------------------------------------------------------------------ |
| Godzina: 16:15 | S. Da Costa (PP) 20:53 A. Roussel (EQ) 50:38 | (0:1, 1:2, 1:2) | 08:32 (PP) D. Pastrňák 26:52 (EQ) M. Řepík 37:01 (PP) J. Rutta 48:03 (EQ) M. Řepík 58:56 (EQ) (EN) T. Zohorna | Widzów: 13003 Sędzia główny: Oliver Gouin Sędziowie liniowi: Jozef Kubus |
| Godzina: 16:15 | 6 min. kar                                   |                 | 14 min. kar                                                                                                   | Widzów: 13003 Sędzia główny: Oliver Gouin Sędziowie liniowi: Jozef Kubus |

| 14 maja 2017 | Szwajcaria | 2:3 pd. | Finlandia | AccorHotels Arena, Paryż |

| Szczegóły      | Szczegóły                                  | Szczegóły            | Szczegóły                                                           | Szczegóły                                                                 |
| -------------- | ------------------------------------------ | -------------------- | ------------------------------------------------------------------- | ------------------------------------------------------------------------- |
| Godzina: 20:15 | F. Herzog (EQ) 04:40 J. Genazzi (EQ) 10:30 | (2:1, 0:0, 0:1, 0:1) | 19:01 (PP) J. Hietanen 47:40 (EQ) V. Lajunen 62:24 (EQ) V. Filppula | Widzów: 10860 Sędzia główny: Roman Gofman Sędziowie liniowi: Linus Ohlund |
| Godzina: 20:15 | 20 min. kar                                |                      | 12 min. kar                                                         | Widzów: 10860 Sędzia główny: Roman Gofman Sędziowie liniowi: Linus Ohlund |

| 15 maja 2017 | Kanada | 5:0 | Norwegia | AccorHotels Arena, Paryż |

| Szczegóły      | Szczegóły | Szczegóły       | Szczegóły   | Szczegóły                                                                |
| -------------- | --- | --------------- | ----------- | ------------------------------------------------------------------------ |
| Godzina: 16:15 | B. Schenn (PP) 17:48 C. Parayko (PP) 18:42 M. Scheifele (EQ) 34:57 C. Parayko (PP) 38:14 R. O’Reilly (PP) 57:20 | (2:0, 2:0, 1:0) |             | Widzów: 5093 Sędzia główny: Roman Gofman Sędziowie liniowi: Marcus Linde |
| Godzina: 16:15 | 8 min. kar |                 | 10 min. kar | Widzów: 5093 Sędzia główny: Roman Gofman Sędziowie liniowi: Marcus Linde |

| 15 maja 2017 | Francja | 4:1 | Słowenia | AccorHotels Arena, Paryż |

| Szczegóły      | Szczegóły                                                                                    | Szczegóły       | Szczegóły            | Szczegóły                                                                  |
| -------------- | -------------------------------------------------------------------------------------------- | --------------- | -------------------- | -------------------------------------------------------------------------- |
| Godzina: 20:15 | A. Roussel (PP) 28:20 Y. Auvitu (EQ) 31:08 A. Roussel (PP2) 44:01 A. Roussel (SH) (EN) 58:30 | (0:0, 2:0, 2:1) | 44:25 (SH) J. Muršak | Widzów: 12807 Sędzia główny: Brett Iverson Sędziowie liniowi: Mark Lemelin |
| Godzina: 20:15 | 4 min. kar                                                                                   |                 | 6 min. kar           | Widzów: 12807 Sędzia główny: Brett Iverson Sędziowie liniowi: Mark Lemelin |

| 16 maja 2017 | Białoruś | 4:3 | Norwegia | AccorHotels Arena, Paryż |

| Szczegóły      | Szczegóły                                                                                     | Szczegóły       | Szczegóły                                                          | Szczegóły                                                                      |
| -------------- | --------------------------------------------------------------------------------------------- | --------------- | ------------------------------------------------------------------ | ------------------------------------------------------------------------------ |
| Godzina: 12:15 | J. Lisawiec (EQ) 25:08 A. Kułakou (EQ) 37:52 I. Szynkiewicz (EQ) 54:06 J. Lisawiec (EQ) 56:56 | (0:0, 2:1, 2:2) | 35:05 (EQ) D. Sørvik 41:19 (EQ) A. Reichenberg 43:41 (EQ) J. Holøs | Widzów: 3867 Sędzia główny: Daniel Piechaczek Sędziowie liniowi: Tobias Wehrli |
| Godzina: 12:15 | 6 min. kar                                                                                    |                 | 4 min. kar                                                         | Widzów: 3867 Sędzia główny: Daniel Piechaczek Sędziowie liniowi: Tobias Wehrli |

| 16 maja 2017 | Czechy | 1:3 | Szwajcaria | AccorHotels Arena, Paryż |

| Szczegóły      | Szczegóły              | Szczegóły       | Szczegóły                                                      | Szczegóły                                                               |
| -------------- | ---------------------- | --------------- | -------------------------------------------------------------- | ----------------------------------------------------------------------- |
| Godzina: 16:15 | R. Červenka (EQ) 34:08 | (0:1, 1:1, 0:1) | 01:42 (EQ) V. Praplan 28:36 (EQ) R. Suri 52:09 (EQ) D. Brunner | Widzów: 4531 Sędzia główny: Jozef Kubus Sędziowie liniowi: Marcus Linde |
| Godzina: 16:15 | 2 min. kar             |                 | 6 min. kar                                                     | Widzów: 4531 Sędzia główny: Jozef Kubus Sędziowie liniowi: Marcus Linde |

| 16 maja 2017 | Kanada | 5:2 | Finlandia | AccorHotels Arena, Paryż |

| Szczegóły      | Szczegóły                                                                                                 | Szczegóły       | Szczegóły                                   | Szczegóły                                                                   |
| -------------- | --- | --------------- | ------------------------------------------- | --------------------------------------------------------------------------- |
| Godzina: 20:15 | M. Marner (EQ) 02:46 C. Parayko (PP) 04:06 M. Marner (PP) 13:45 B. Point (EQ) 28:09 M. Duchene (EQ) 40:34 | (3:1, 1:1, 1:0) | 03:08 (EQ) J. Lajunen 36:51 (EQ) A. Ohtamaa | Widzów: 10202 Sędzia główny: Mark Lemelin Sędziowie liniowi: Stephen Reneau |
| Godzina: 20:15 | 10 min. kar                                                                                               |                 | 20 min. kar                                 | Widzów: 10202 Sędzia główny: Mark Lemelin Sędziowie liniowi: Stephen Reneau |

## Faza pucharowa
|  |                        |                   |                        |                        |   |           |                        |                        |                        |                        |                   |       |       |
|  | Ćwierćfinały           | Ćwierćfinały      | Ćwierćfinały           |                        |   | Półfinały | Półfinały              | Półfinały              |                        |                        | Finał             | Finał | Finał |
|  | Ćwierćfinały           | Ćwierćfinały      | Ćwierćfinały           |                        |   | Półfinały | Półfinały              | Półfinały              |                        |                        | Finał             | Finał | Finał |
|  | 18 maja 2017 – Kolonia |                   |                        |                        |   |           |                        |                        |                        |                        |                   |       |       |
|  |                        |                   |                        |                        |   |           |                        |                        |                        |                        |                   |       |       |
|  | Stany Zjednoczone      | Stany Zjednoczone | 0                      |                        |   |           |                        |                        |                        |                        |                   |       |       |
|  | Stany Zjednoczone      | Stany Zjednoczone | 0                      | 20 maja 2017 – Kolonia |   |           |                        |                        |                        |                        |                   |       |       |
|  | Finlandia              | Finlandia         | 2                      |                        |   |           |                        |                        |                        |                        |                   |       |       |
|  | Finlandia              | Finlandia         | 2                      |                        |   | Finlandia | Finlandia              | 1                      |                        |                        |                   |       |       |
|  | 18 maja 2017 – Paryż   |                   |                        |                        |   | Finlandia | Finlandia              | 1                      |                        |                        |                   |       |       |
|  |                        |                   | Szwecja                | Szwecja                | 4 |           |                        |                        |                        |                        |                   |       |       |
|  | Szwajcaria             | Szwajcaria        | Szwecja                | Szwecja                | 4 | 1         |                        |                        |                        |                        |                   |       |       |
|  | Szwajcaria             | Szwajcaria        |                        |                        |   | 1         | 21 maja 2017 – Kolonia |                        |                        |                        |                   |       |       |
|  | Szwecja                | Szwecja           | 3                      |                        |   |           |                        |                        |                        |                        |                   |       |       |
|  | Szwecja                | Szwecja           | 3                      |                        |   | Szwecja   | Szwecja                | 2^                     |                        |                        |                   |       |       |
|  | 18 maja 2017 – Paryż   |                   |                        |                        |   | Szwecja   | Szwecja                | 2^                     |                        |                        |                   |       |       |
|  |                        |                   | Kanada                 | Kanada                 | 1 |           |                        |                        |                        |                        |                   |       |       |
|  | Kanada                 | Kanada            | Kanada                 | Kanada                 | 1 | 2         |                        |                        |                        |                        |                   |       |       |
|  | Kanada                 | Kanada            | 20 maja 2017 – Kolonia |                        |   | 2         |                        |                        |                        |                        |                   |       |       |
|  | Niemcy                 | Niemcy            | 1                      |                        |   |           |                        |                        |                        |                        |                   |       |       |
|  | Niemcy                 | Niemcy            | 1                      |                        |   | Kanada    | Kanada                 | 4                      | Mecz o 3. miejsce      | Mecz o 3. miejsce      | Mecz o 3. miejsce |       |       |
|  | 18 maja 2017 – Kolonia |                   |                        |                        |   | Kanada    | Kanada                 | 4                      | Mecz o 3. miejsce      | Mecz o 3. miejsce      | Mecz o 3. miejsce |       |       |
|  |                        |                   | Rosja                  | Rosja                  | 2 |           |                        | 21 maja 2017 – Kolonia | 21 maja 2017 – Kolonia | 21 maja 2017 – Kolonia |                   |       |       |
|  | Rosja                  | Rosja             | Rosja                  | Rosja                  | 2 | 3         |                        | 21 maja 2017 – Kolonia | 21 maja 2017 – Kolonia | 21 maja 2017 – Kolonia |                   |       |       |
|  | Rosja                  | Rosja             |                        |                        |   |           |                        | Rosja                  | Rosja                  | 5                      |                   |       |       |
|  | Czechy                 | Czechy            | 0                      |                        |   |           |                        |                        | Rosja                  | 5                      |                   |       |       |
|  | Czechy                 | Czechy            | 0                      |                        |   |           |                        | Finlandia              | Finlandia              | 3                      |                   |       |       |
|  |                        |                   |                        |                        |   |           |                        |                        | Finlandia              | 3                      |                   |       |       |

^ – zwycięstwo w rzutach karnych

### Ćwierćfinały
| 18 maja 2017 | Stany Zjednoczone | 0:2 | Finlandia | Lanxess Arena, Kolonia |

| Szczegóły      | Szczegóły   | Szczegóły       | Szczegóły                                       | Szczegóły                                                                   |
| -------------- | ----------- | --------------- | ----------------------------------------------- | --------------------------------------------------------------------------- |
| Godzina: 16:15 |             | (0:0, 0:1, 0:1) | 21:01 (PP) M. Rantanen 46:49 (EQ) J. Kemppainen | Widzów: 8968 Sędzia główny: Oliver Gouin Sędziowie liniowi: Antonín Jeřábek |
| Godzina: 16:15 | 12 min. kar |                 | 4 min. kar                                      | Widzów: 8968 Sędzia główny: Oliver Gouin Sędziowie liniowi: Antonín Jeřábek |

| 18 maja 2017 | Rosja | 3:0 | Czechy | AccorHotels Arena, Paryż |

| Szczegóły      | Szczegóły                                                        | Szczegóły       | Szczegóły  | Szczegóły                                                                 |
| -------------- | ---------------------------------------------------------------- | --------------- | ---------- | ------------------------------------------------------------------------- |
| Godzina: 16:15 | D. Orłow (EQ) 08:45 N. Kuczerow (PP) 13:36 A. Panarin (EQ) 53:55 | (2:0, 0:0, 1:0) |            | Widzów: 6209 Sędzia główny: Mark Lemelin Sędziowie liniowi: Tobias Wehrli |
| Godzina: 16:15 | 10 min. kar                                                      |                 | 6 min. kar | Widzów: 6209 Sędzia główny: Mark Lemelin Sędziowie liniowi: Tobias Wehrli |

| 18 maja 2017 | Kanada | 2:1 | Niemcy | AccorHotels Arena, Paryż |

| Szczegóły      | Szczegóły                                     | Szczegóły       | Szczegóły                | Szczegóły                                                                  |
| -------------- | --------------------------------------------- | --------------- | ------------------------ | -------------------------------------------------------------------------- |
| Godzina: 20:15 | M. Scheifele (PP) 17:11 J. Skinner (EQ) 38:08 | (1:0, 1:0, 0:1) | 53:21 (SH) Y. Seidenberg | Widzów: 16653 Sędzia główny: Jan Hribik Sędziowie liniowi: Daniel Stricker |
| Godzina: 20:15 | 8 min. kar                                    |                 | 18 min. kar              | Widzów: 16653 Sędzia główny: Jan Hribik Sędziowie liniowi: Daniel Stricker |

| 18 maja 2017 | Szwajcaria | 1:3 | Szwecja | Lanxess Arena, Kolonia |

| Szczegóły      | Szczegóły          | Szczegóły       | Szczegóły                                                          | Szczegóły                                                                |
| -------------- | ------------------ | --------------- | ------------------------------------------------------------------ | ------------------------------------------------------------------------ |
| Godzina: 20:15 | G. Haas (EQ) 12:53 | (1:1, 0:1, 0:1) | 04:15 (EQ) N. Bäckström 33:15 (EQ) W. Nylander 43:44 (EQ) A. Edler | Widzów: 8417 Sędzia główny: Brett Iverson Sędziowie liniowi: Jozef Kubus |
| Godzina: 20:15 | 2 min. kar         |                 | 6 min. kar                                                         | Widzów: 8417 Sędzia główny: Brett Iverson Sędziowie liniowi: Jozef Kubus |

### Półfinały
| 20 maja 2017 | Kanada | 4:2 | Rosja | Lanxess Arena, Kolonia |

| Szczegóły      | Szczegóły                                                                                           | Szczegóły       | Szczegóły                                    | Szczegóły                                                                    |
| -------------- | --------------------------------------------------------------------------------------------------- | --------------- | -------------------------------------------- | ---------------------------------------------------------------------------- |
| Godzina: 15:15 | M. Scheifele (PP) 40:17 N. MacKinnon (EQ) 55:07 R. O’Reilly (EQ) 56:58 S. Couturier (EQ) (EN) 58:53 | (0:0, 0:2, 4:0) | 32:16 (EQ) J. Kuzniecow 34:50 (PP) N. Gusiew | Widzów: 16469 Sędzia główny: Mark Lemelin Sędziowie liniowi: Daniel Stricker |
| Godzina: 15:15 | 10 min. kar                                                                                         |                 | 22 min. kar                                  | Widzów: 16469 Sędzia główny: Mark Lemelin Sędziowie liniowi: Daniel Stricker |

| 20 maja 2017 | Finlandia | 1:4 | Szwecja | Lanxess Arena, Kolonia |

| Szczegóły      | Szczegóły                | Szczegóły       | Szczegóły                                                                                  | Szczegóły                                                                  |
| -------------- | ------------------------ | --------------- | ------------------------------------------------------------------------------------------ | -------------------------------------------------------------------------- |
| Godzina: 19:15 | J. Kemppainen (EQ) 04:45 | (1:1, 0:2, 0:1) | 01:49 (EQ) A. Edler 24:36 (PP) J. Klingberg 34:52 (PP) W. Nylander 53:52 (EQ) J. Nordström | Widzów: 11242 Sędzia główny: Jan Hribik Sędziowie liniowi: Antonín Jeřábek |
| Godzina: 19:15 | 10 min. kar              |                 | 6 min. kar                                                                                 | Widzów: 11242 Sędzia główny: Jan Hribik Sędziowie liniowi: Antonín Jeřábek |

### Mecz o trzecie miejsce
| 21 maja 2017 | Rosja | 5:3 | Finlandia | Lanxess Arena, Kolonia |

| Szczegóły      | Szczegóły | Szczegóły       | Szczegóły                                                                 | Szczegóły                                                                  |
| -------------- | --- | --------------- | ------------------------------------------------------------------------- | -------------------------------------------------------------------------- |
| Godzina: 16:15 | N. Gusiew (EQ) 06:58 W. Tkaczow (SH) 21:48 N. Gusiew (PP) 27:01 B. Kisielewicz (EQ) 28:16 N. Kuczerow (EQ) 48:03 | (1:0, 3:1, 1:2) | 39:33 (EQ) M. Rantanen 41:16 (EQ) M. Lehtonen 45:29 (PP) V.-M. Savinainen | Widzów: 16182 Sędzia główny: Oliver Gouin Sędziowie liniowi: Brett Iverson |
| Godzina: 16:15 | 8 min. kar |                 | 10 min. kar                                                               | Widzów: 16182 Sędzia główny: Oliver Gouin Sędziowie liniowi: Brett Iverson |

### Finał
| 21 maja 2017 | Kanada | 1:2 pk. | Szwecja | Lanxess Arena, Kolonia |

| Szczegóły      | Szczegóły              | Szczegóły                 | Szczegóły                                    | Szczegóły                                                                       |
| -------------- | ---------------------- | ------------------------- | -------------------------------------------- | ------------------------------------------------------------------------------- |
| Godzina: 20:45 | R. O’Reilly (PP) 41:58 | (0:0, 0:1, 1:0, 0:0, 0:1) | 39:39 (EQ) V. Hedman 80:00 (PS) N. Bäckström | Widzów: 17363 Sędzia główny: Antonín Jeřábek Sędziowie liniowi: Daniel Stricker |
| Godzina: 20:45 | 10 min. kar            |                           | 8 min. kar                                   | Widzów: 17363 Sędzia główny: Antonín Jeřábek Sędziowie liniowi: Daniel Stricker |

## Statystyki
Stan po zakończeniu turnieju. Źródło: IIHF.com

### Zawodnicy z pola
| Lp. | Zawodnik          | Mecze | Gole |
| --- | ----------------- | ----- | ---- |
| 1.  | Nikita Gusiew     | 10    | 7    |
| 1.  | Nikita Kuczerow   | 10    | 7    |
| 1.  | William Nylander  | 10    | 7    |
| 4.  | Stéphane Da Costa | 6     | 6    |
| 5.  | Antoine Roussel   | 7     | 6    |
| 6.  | Johnny Gaudreau   | 8     | 6    |
| 7.  | Nathan MacKinnon  | 10    | 6    |
| 7.  | Ryan O’Reilly     | 10    | 6    |

| Lp. | Zawodnik         | Mecze | Asysty |
| --- | ---------------- | ----- | ------ |
| 1.  | Artiemij Panarin | 9     | 13     |
| 2.  | Wadim Szypaczow  | 10    | 11     |
| 3.  | Sebastian Aho    | 10    | 9      |
| 3.  | Nathan MacKinnon | 10    | 9      |
| 5.  | Dylan Larkin     | 8     | 8      |
| 6.  | Travis Konecny   | 10    | 8      |
| 6.  | Nikita Kuczerow  | 10    | 8      |
| 6.  | Mitch Marner     | 10    | 8      |

| Lp. | Zawodnik         | Mecze | Gole | As. | Pkt |
| --- | ---------------- | ----- | ---- | --- | --- |
| 1.  | Artiemij Panarin | 9     | 4    | 13  | 17  |
| 2.  | Nikita Kuczerow  | 10    | 7    | 8   | 15  |
| 3.  | Nathan MacKinnon | 10    | 6    | 9   | 15  |
| 4.  | Nikita Gusiew    | 10    | 7    | 7   | 14  |
| 4.  | William Nylander | 10    | 7    | 7   | 14  |
| 6.  | Wadim Szypaczow  | 10    | 2    | 11  | 13  |

| Lp. | Zawodnik          | Mecze | Gole | As. | Pkt |
| --- | ----------------- | ----- | ---- | --- | --- |
| 1.  | Dennis Seidenberg | 8     | 1    | 7   | 8   |
| 2.  | Colton Parayko    | 6     | 3    | 4   | 7   |
| 3.  | Tyson Barrie      | 3     | 2    | 5   | 7   |
| 4.  | Yohann Auvitu     | 7     | 2    | 5   | 7   |
| 5.  | Mike Matheson     | 10    | 1    | 6   | 7   |

| Lp. | Zawodnik           | Mecze | +/− |
| --- | ------------------ | ----- | --- |
| 1.  | William Nylander   | 10    | +11 |
| 2.  | Bogdan Kisielewicz | 10    | +9  |
| 3.  | Władisław Gawrikow | 9     | +9  |
| 4.  | Victor Hedman      | 10    | +8  |
| 4.  | Mike Matheson      | 10    | +8  |
| 4.  | Jeff Skinner       | 10    | +8  |
| 4.  | Anton Strålman     | 10    | +8  |

| Lp. | Zawodnik        | Mecze | Minuty |
| --- | --------------- | ----- | ------ |
| 1.  | Patrick Hager   | 6     | 27     |
| 2.  | Jeff Skinner    | 10    | 27     |
| 3.  | Tomáš Matoušek  | 5     | 25     |
| 4.  | David Wolf      | 5     | 18     |
| 5.  | Nikolaj Ehlers  | 7     | 18     |
| 5.  | Antoine Roussel | 7     | 18     |

### Klasyfikacje bramkarzy
Zestawienie uwzględnia bramkarzy, którzy rozegrali minimum 40% łącznego czasu gry swoich zespołów.
| Lp. | Zawodnik           | Mecze | %     |
| --- | ------------------ | ----- | ----- |
| 1.  | Henrik Lundqvist   | 5     | 94,57 |
| 2.  | Calvin Pickard     | 7     | 93,82 |
| 3.  | Andriej Wasilewski | 9     | 93,56 |
| 4.  | Elvis Merzļikins   | 6     | 93,44 |
| 5.  | Leonardo Genoni    | 6     | 93,33 |

| Lp. | Zawodnik           | Mecze | #    |
| --- | ------------------ | ----- | ---- |
| 1.  | Henrik Lundqvist   | 5     | 1,31 |
| 2.  | Calvin Pickard     | 7     | 1,49 |
| 3.  | Pavel Francouz     | 4     | 1,49 |
| 4.  | Leonardo Genoni    | 6     | 1,66 |
| 5.  | Andriej Wasilewski | 9     | 1,72 |

| Lp. | Zawodnik           | Mecze | # |
| --- | ------------------ | ----- | - |
| 1.  | Andriej Wasilewski | 9     | 3 |
| 2.  | Leonardo Genoni    | 6     | 2 |

| Lp. | Zawodnik           | Mecze | Obrony |
| --- | ------------------ | ----- | ------ |
| 1.  | Andriej Wasilewski | 9     | 218    |
| 2.  | Elvis Merzļikins   | 6     | 171    |
| 3.  | Calvin Pickard     | 7     | 167    |

## Wyróżnienia indywidualne
- Najlepsi zawodnicy wybrani przez dyrektoriat turnieju[3]:
  - Najlepszy bramkarz:  Andriej Wasilewski
  - Najlepszy obrońca:  Dennis Seidenberg
  - Najlepszy napastnik:  Artiemij Panarin

- Skład Gwiazd wybrany w głosowaniu dziennikarzy[4]:
  - Bramkarz:  Andriej Wasilewski
  - Obrońcy:  Colton Parayko,  Dennis Seidenberg
  - Napastnicy:  William Nylander,  Artiemij Panarin,  Nathan MacKinnon
  - Najbardziej Wartościowy Gracz (MVP):  William Nylander[5]

## Składy medalistów

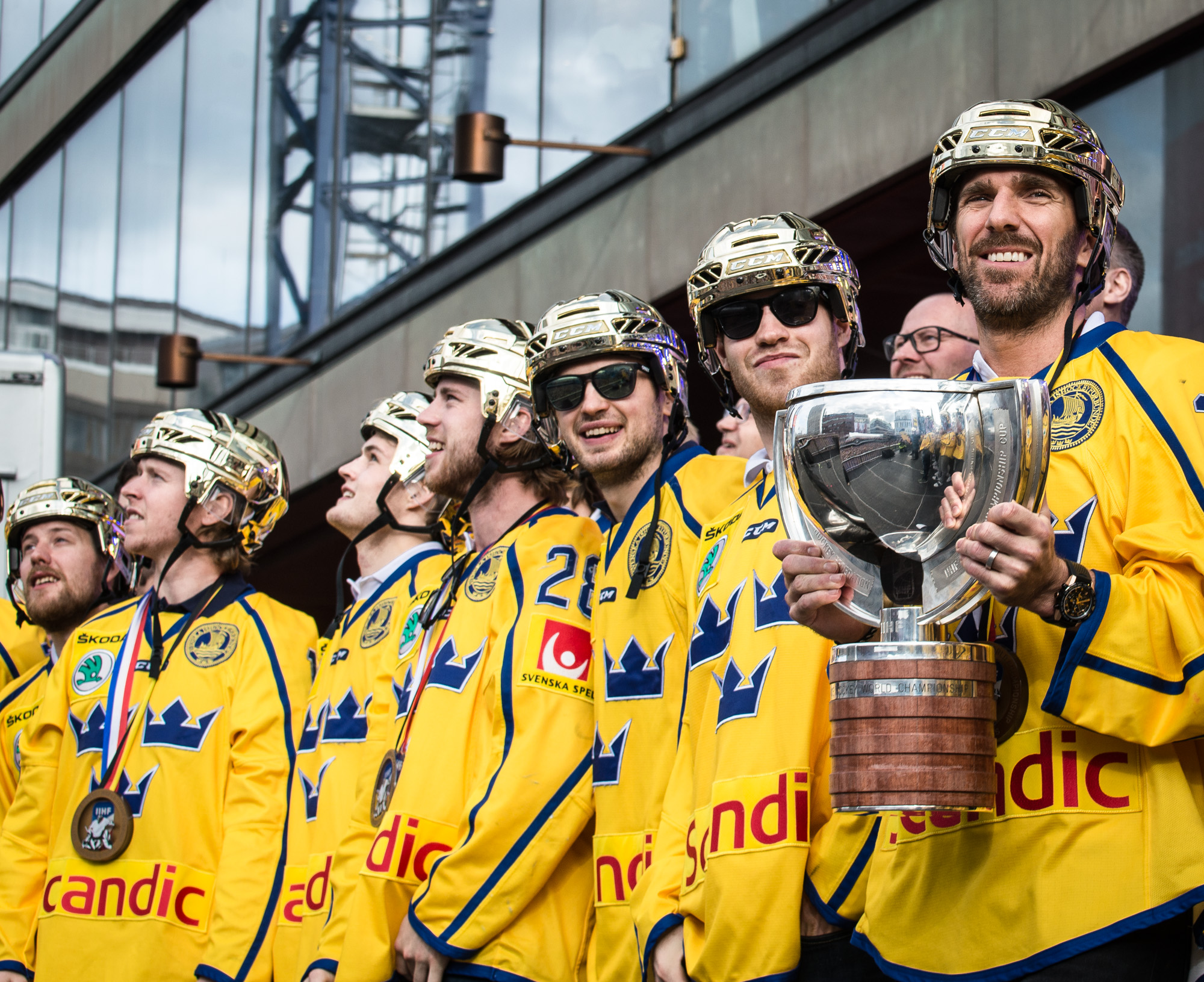
Drużyna Szwecji z trofeum MŚ

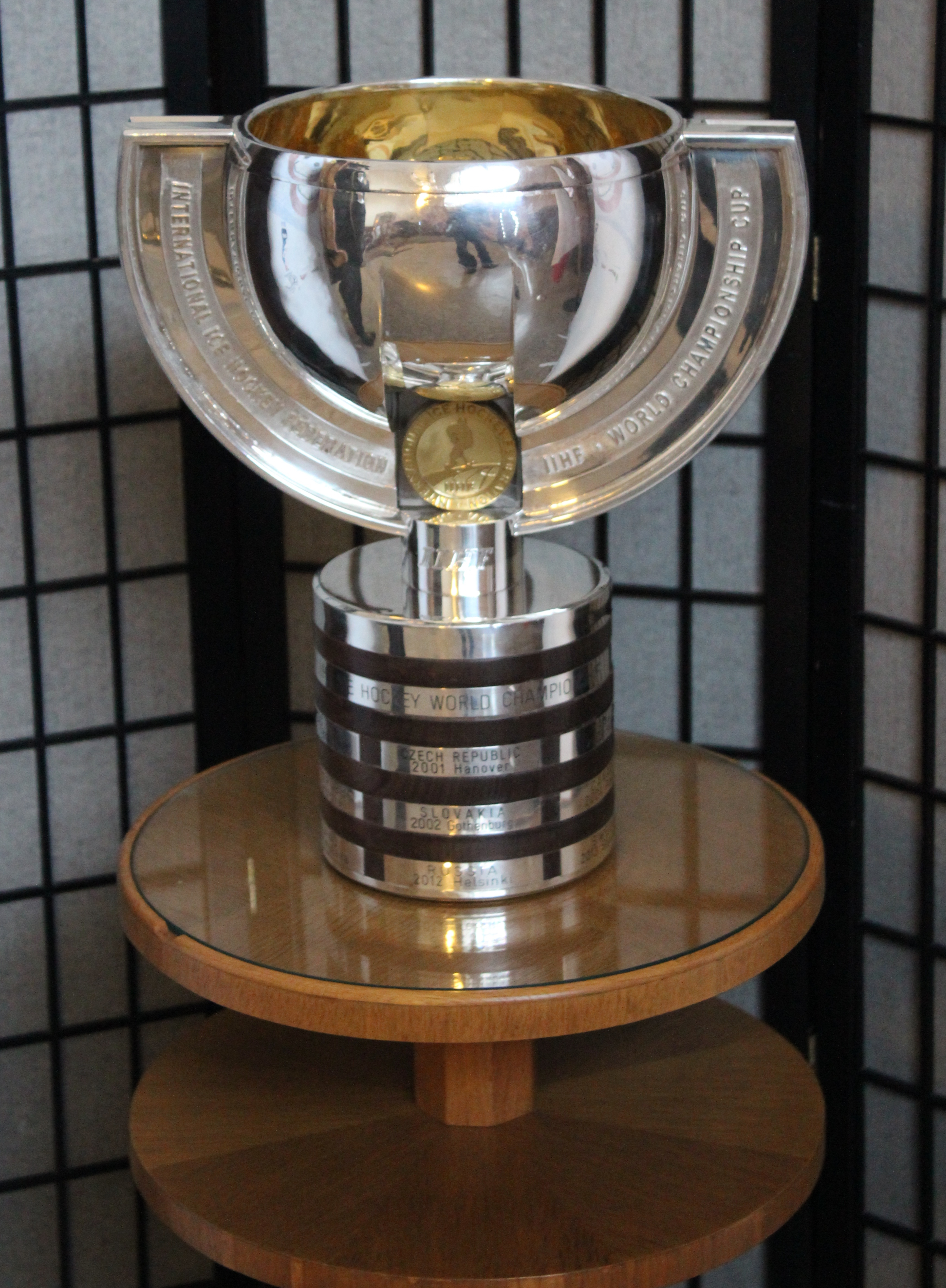
Trofeum dla zwycięzcy mistrzostw świata

| Złoto Szwecja | Nicklas Bäckström, Jonas Brodin, Alexander Edler, Oliver Ekman Larsson, Joel Eriksson Ek, Dennis Everberg, Viktor Fasth, Victor Hedman, Philip Holm, William Karlsson, Carl Klingberg, John Klingberg, Marcus Krüger, Gabriel Landeskog, Eddie Läck, Oscar Lindberg, Elias Lindholm, Henrik Lundqvist, Joel Lundqvist, Joakim Nordström, William Nylander, Linus Omark, Victor Rask, Carl Söderberg, Anton Strålman Trener: Rikard Grönborg                                    |
| Srebro Kanada | Tyson Barrie, Eric Comrie, Sean Couturier, Jason Demers, Matt Duchene, Claude Giroux, Calvin de Haan, Chad Johnson, Alexander Killorn, Travis Konecny, Chris Lee, Nathan MacKinnon, Mitchell Marner, Mike Matheson, Josh Morrissey, Ryan O’Reilly, Calvin Pickard, Colton Parayko, Brayden Point, Mark Scheifele, Brayden Schenn, Wayne Simmonds, Jeff Skinner, Marc-Édouard Vlasic Trener: Jon Cooper                                                                         |
| Brąz Rosja    | Siergiej Andronow, Wiktor Antipin, Aleksandr Barabanow, Anton Biełow, Jewgienij Dadonow, Władisław Gawrikow, Nikita Gusiew, Bogdan Kisielewicz, Nikita Kuczerow, Jewgienij Kuzniecow, Andriej Mironow, Siergiej Moziakin, Władisław Namiestnikow, Walerij Niczuszkin, Dmitrij Orłow, Artiemij Panarin, Siergiej Płotnikow, Iwan Proworow, Ilja Sorokin, Igor Szestiorkin, Wadim Szypaczow, Iwan Tielegin, Władimir Tkaczow, Andriej Wasilewski, Artiom Zub Trener: Oleg Znarok |

## Klasyfikacja końcowa
| Msc. | Reprezentacja     |
| ---- | ----------------- |
|      | Szwecja           |
|      | Kanada            |
|      | Rosja             |
| 4    | Finlandia         |
| 5    | Stany Zjednoczone |
| 6    | Szwajcaria        |
| 7    | Czechy            |
| 8    | Niemcy            |
| 9    | Francja           |
| 10   | Łotwa             |
| 11   | Norwegia          |
| 12   | Dania             |
| 13   | Białoruś          |
| 14   | Słowacja          |
| 15   | Słowenia          |
| 16   | Włochy            |

| Spadek do I Dywizji Grupy A w 2018: | Włochy, Słowenia          |
| Awans do turnieju MŚ Elity w 2018:  | Korea Południowa, Austria |